# Göthe Grefbo
Göthe Grefbo (Föllinge, 30 ottobre 1921 – Stoccolma, 17 maggio 1991) è stato un attore svedese.

## Filmografia parziale

### Cinema
- Bagnanti (Badarna), regia di Yngve Gamlin (1968)
- Pippi Calzelunghe e il tesoro di capitan Kid (Pippi Långstrump), regia di Olle Hellbom (1969)
- Pippi a bordo! (Här kommer Pippi Långstrump), regia di Olle Hellbom (1969)
- La ragazza condannata al piacere (Eva - Den utstötta), regia di Torgny Wickman (1969)
- L'ultimo giorno di lavoro di una prostituta (Dagmars heta trosor), regia di Vernon P. Becker (1971)
- I ragazzi della montagna blu (Barna från Blåsjöfjället), regia di Jonas Sima (1980)

### Televisione
- Pippi calzelunghe (Pippi Långstrump) - serie TV, 10 episodi (1969)
- Kråsnålen - serie TV, 3 episodi (1988)